# Enteritis
A la medicina, l'enteritis es refereix a la inflamació de l'intestí prim. El més comú és que sigui causada per la ingestió de substàncies contaminades amb microorganismes patògens. Un microoganisme que ho pot produir és Salmonella Enteritidis. Els símptomes inclouen dolor abdominal, còlics, diarrea, deshidratació i febre. Vegeu també la inflamació dels òrgans connexos del sistema gastrointestinal: gastritis (estómac), (gastroenteritis, l'estómac i l'intestí prim), colitis (intestí gros), i enterocolitis (intestí prim i l'intestí gros).